# Élection partielle québécoise d'avril 2006
L'élection partielle québécoise d'avril 2006 s'est tenue le 10 avril 2006 dans la circonscription de Sainte-Marie—Saint-Jacques. Elle fut remportée par Martin Lemay, candidat du Parti québécois. Celui-ci obtint la faveur de 41,21 % des électeurs, devançant sa plus proche rivale, Nathalie Malépart, du Parti libéral, par 1 762 votes.

## Résultats

### Résultats de la circonscription
|                                                                                               | Nom                      | Parti               | Nombre de voix | %      | Maj.  |
| --------------------------------------------------------------------------------------------- | ------------------------ | ------------------- | -------------- | ------ | ----- |
|                                                                                               | Martin Lemay             | Parti québécois     | 5 462          | 41,2 % | 1 762 |
|                                                                                               | Nathalie Malépart        | Libéral             | 3 700          | 27,9 % | -     |
|                                                                                               | Manon Massé              | Québec solidaire    | 2 943          | 22,2 % | -     |
|                                                                                               | Jean-Christophe Mortreux | Vert                | 815            | 6,1 %  | -     |
|                                                                                               | Catherine Goyer          | Action démocratique | 257            | 1,9 %  | -     |
|                                                                                               | Jocelyne Leduc           | Indépendant         | 50             | 0,4 %  | -     |
|                                                                                               | Régent Millette          | Indépendant         | 28             | 0,2 %  | -     |
| Total                                                                                         | Total                    | Total               | 13 255         | 100 %  |       |
| Le taux de participation lors de l'élection était de 31,5 % et 101 bulletins ont été rejetés. |                          |                     |                |        |       |